# Pondaurat
Pondaurat is een gemeente in het Franse departement Gironde (regio Nouvelle-Aquitaine) en telt 355 inwoners (1999). De plaats maakt deel uit van het arrondissement Langon.

## Geografie
De oppervlakte van Pondaurat bedraagt 8,8 km², de bevolkingsdichtheid is 40,3 inwoners per km².
De onderstaande kaart toont de ligging van Pondaurat met de belangrijkste infrastructuur en aangrenzende gemeenten.

## Demografie
Onderstaande figuur toont het verloop van het inwonertal (bron: INSEE-tellingen).

## Afbeeldingen

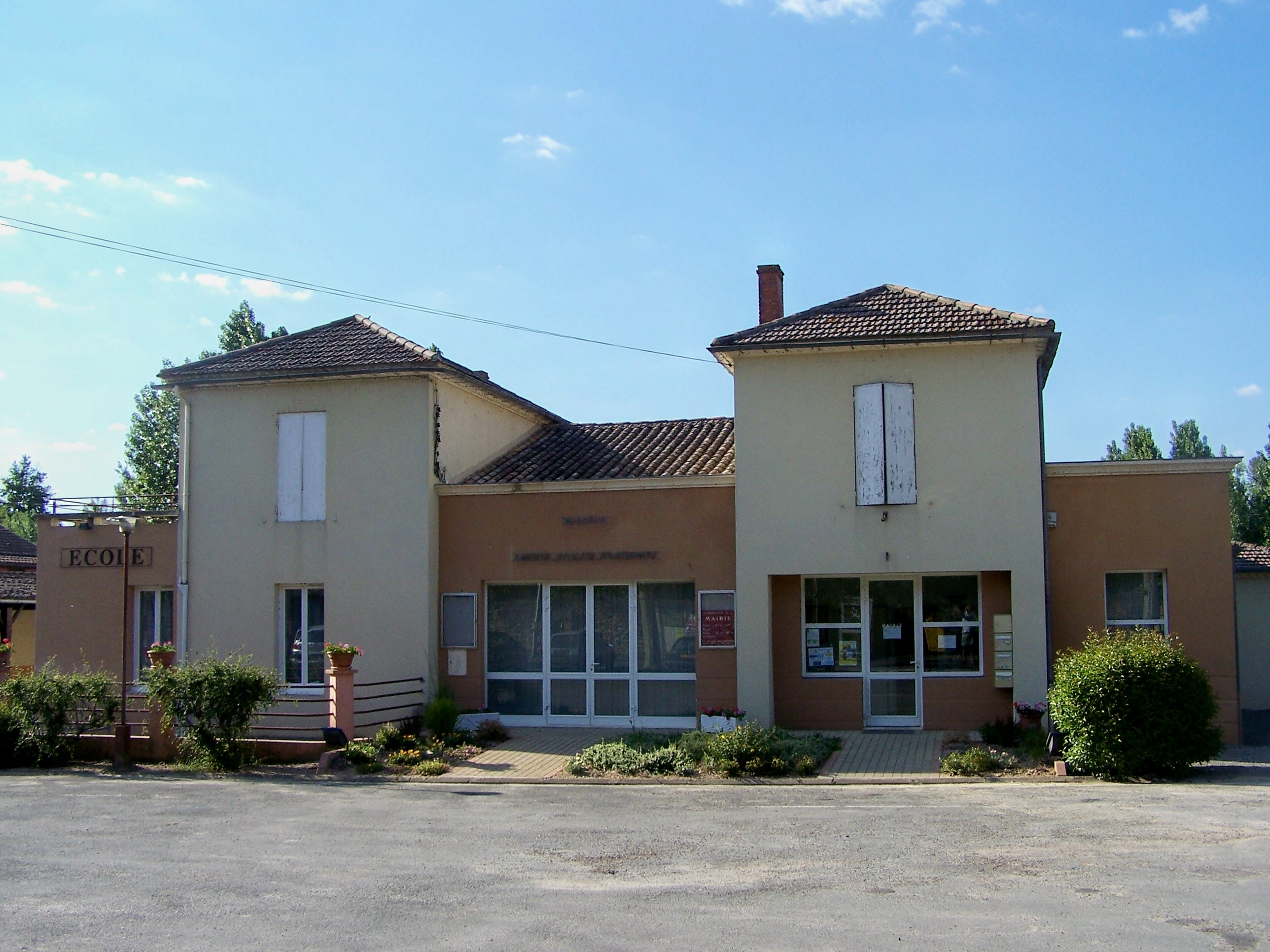
Gemeentehuis
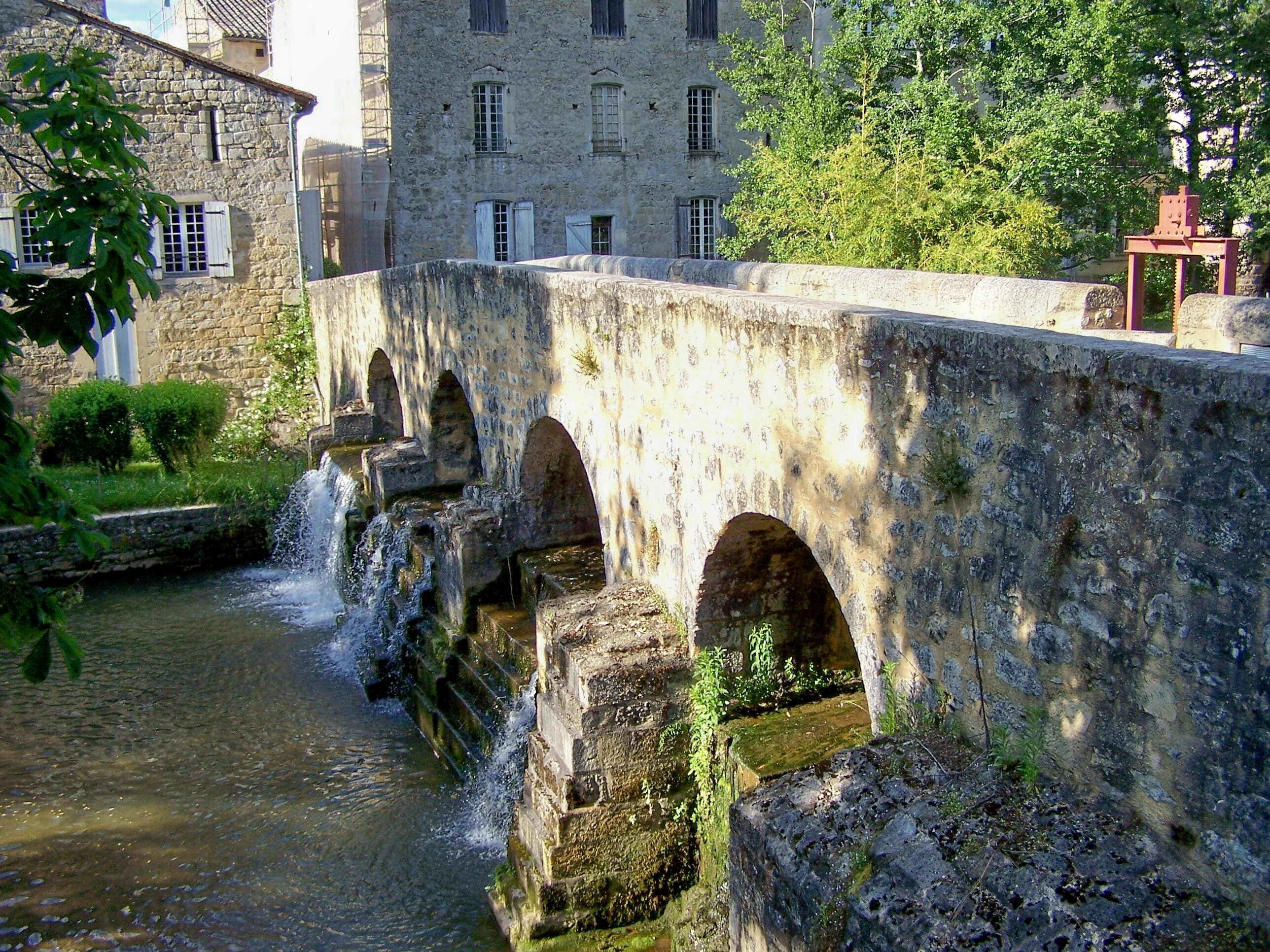
Centrum met brug over de Bassanne
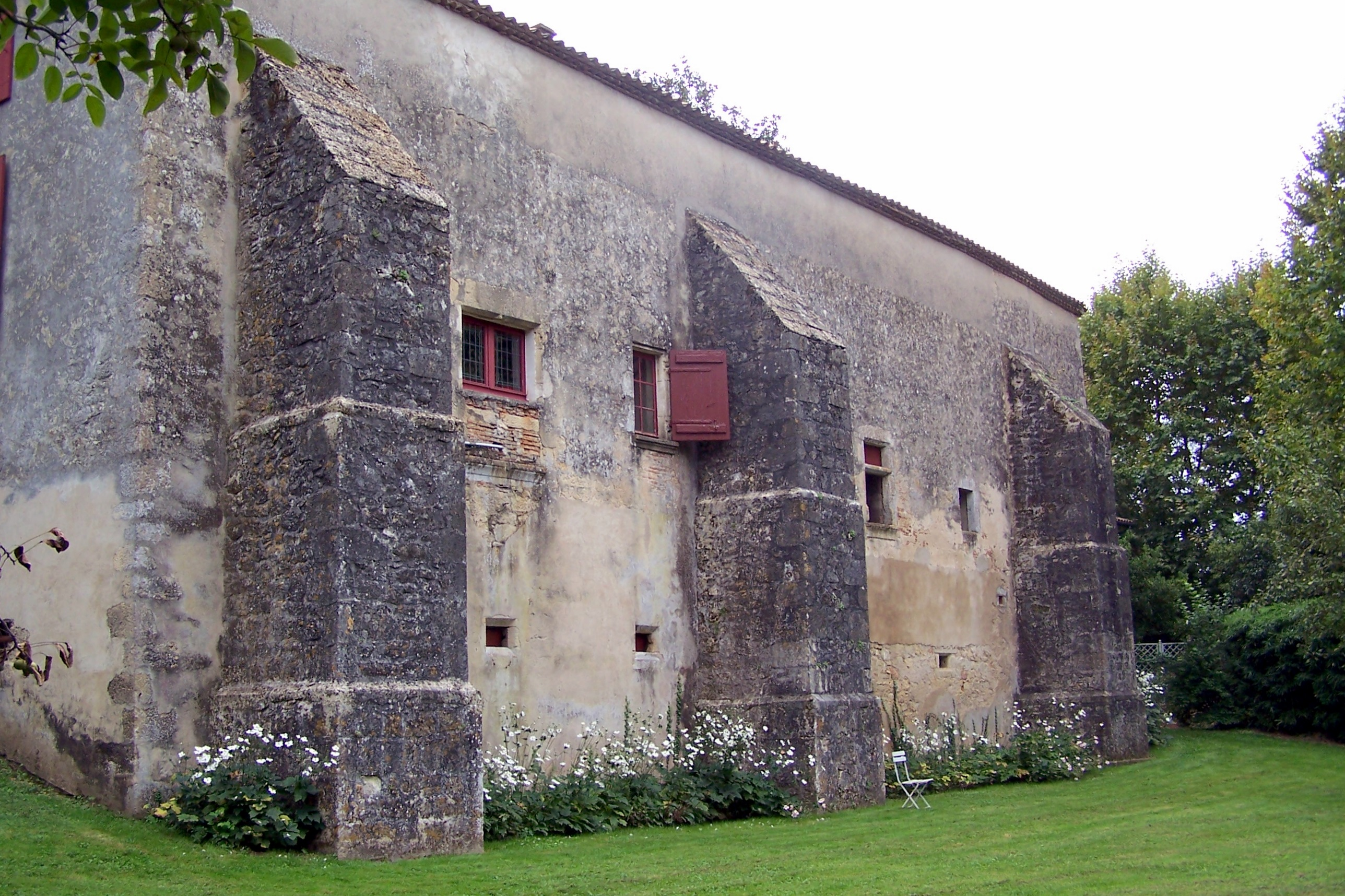
Maison à contreforts